# Santa Maria Coghinas
Santa Maria Coghinas (sardisk: Cuzìna) er en by og en kommune (comune) i provinsen Sassari i regionen Sardinien i Italien. Byen ligger i 21 meters højde og har 1.389 indbyggere (2016). Kommunen har et areal på 22,97 km² og grænser til kommunerne Aglientu, Bortigiadas, Bulzi, Perfugas og Sedini.